# Vasíshcheve
Vasíshcheve (en ucraniano: Васищеве, romanizado: Vasýshcheve; en ruso: Васищево, romanizado: Vasíshchevo) es un pueblo ucraniano perteneciente al óblast de Járkov. Situado en el noreste del país, es parte del raión de Járkov y parte del municipio (hromada) de Bezliúdivka.

## Toponimia
Antiguamente, el pueblo se conocía como Dmitrivske (en ucraniano: Дмитрівське).

## Geografía
Vasíshcheve se encuentra a orillas del río Studenok, en su concurrencia en el río Udi, 17 km al sur de Járkov.   

## Historia
Vasíscheve fue fundada en 1647 por los hijos boyardos del servicio de guardia de Chujúyiv en las tierras entregadas por Alejo I. El pueblo formaba parte del uyezd de Járkov de la gobernación de Járkov del Imperio ruso.
En 1928 se puso en funcionamiento la nueva central eléctrica. En 1938 se le asignó el estatus de asentamiento de tipo urbano.
Durante la Segunda Guerra Mundial, Vasíscheve estuvo ocupada por la Alemania nazi hasta el 19 de agosto de 1943.
En 2023, Vasíscheve perdió el estatus de asentamiento de tipo urbano en la legislación ucraniana debido a la eliminación de este estatus administrativo.

## Demografía
La evolución de la población de Vasíshcheve entre 1989 y 2022 fue la siguiente:
| 6099                                                          | 6069 | 6021 | 5641 |
| (Fuente: Cities & Towns of Ukraine y UKRAINE: Größere Städte) |      |      |      |

Según el censo de 2001, la lengua materna de la mayoría de los habitantes, el 78%, es el ruso; y del 21,45% es el ucraniano.